# Gabi Rennie
Pour les articles homonymes, voir Rennie.
Gabrielle Rose Rennie, plus communément appelée Gabi Rennie, née le 7 juillet 2001 à Christchurch en Nouvelle-Zélande, est une footballeuse internationale néo-zélandaise. Elle joue au poste d'attaquante aux Eskilstuna United DFF.